# کازونوکو

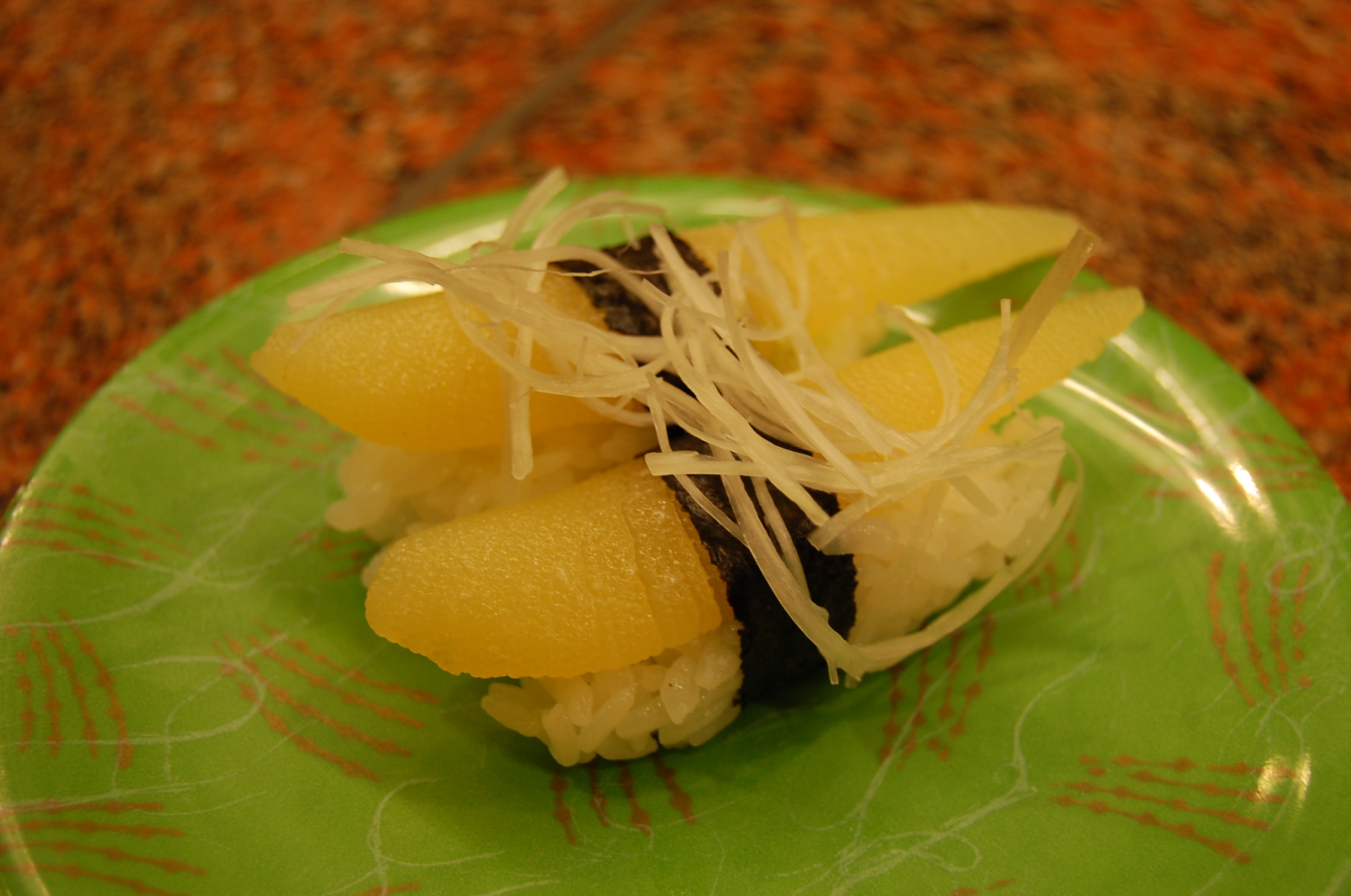
کازونوکو

کازونوکو (به ژاپنی: 数の子 かずのこ、鯑) به اشپل شاه‌ماهی آرام گفته می‌شود. کازونوکو نام یک نوع سوشی نیز هست که در آن از این نوع اشپل استفاده می‌شود.